# Red Rail
Red Rail es un innovador sistema de tren de levitación magnética colgante desarrollado en Xingguo en la provincia de Jiangxi, China. Este sistema utiliza tecnología de levitación magnética permanente para suspender el tren debajo de la vía, combinando las ventajas de la levitación magnética y los trenes suspendidos. Tiene ventanas en el suelo del tren y se puede ver por debajo del mismo tren.

## Historia
El proyecto Red Rail fue iniciado con el objetivo de crear un sistema de transporte urbano eficiente y respetuoso con el medio ambiente. La primera fase del proyecto se completó en [año], y el sistema ha sido objeto de pruebas exhaustivas desde entonces.

## Tecnología
El Red Rail utiliza imanes permanentes para lograr la levitación del tren sin necesidad de electricidad constante. Esto lo hace más eficiente energéticamente y reduce los costos operativos. La estructura de soporte está diseñada para mantener la estabilidad del tren mientras está suspendido, garantizando una experiencia de viaje segura y cómoda para los pasajeros.

## Ventajas
Eficiencia Energética: Al utilizar imanes permanentes, el sistema reduce significativamente el consumo de energía.
Reducción del Impacto Urbano: Al estar suspendido, el tren no interfiere con el tráfico rodado ni con los peatones.
Sostenibilidad: La tecnología de levitación magnética permanente es más respetuosa con el medio ambiente en comparación con los sistemas de transporte tradicionales.
Futuro
El éxito del Red Rail en Xingguo ha generado interés en la implementación de sistemas similares en otras ciudades de China y en el extranjero. Se están llevando a cabo estudios para evaluar la viabilidad de expandir esta tecnología a nivel global.